# Massey Drive
Massey Drive is een gemeente (town) in de Canadese provincie Newfoundland en Labrador. Massey Drive is de facto een buitenwijk van Corner Brook, een stad aan de westkust van het eiland Newfoundland.

## Geografie
De gemeente Massey Drive is geografisch gezien een enclave binnen het grondgebied van de stad Corner Brook. Het bevindt zich ten zuidoosten van het stadscentrum.

## Geschiedenis
In de vroege 20e eeuw bestond het gebied nog uitsluitend uit bos, dat onder meer gebruikt werd als bron van hout door de firma Bowater. In 1936 opende de firma er een skiclub. Kort erna ontstond er een gehucht dat uiteindelijk zou vernoemd worden naar Vincent Massey, de toenmalige gouverneur-generaal van Canada. De plaats viel in die tijd nog onder de stad Corner Brook.
In 1971 werd het dorp een zelfstandige gemeente met het statuut van local improvement district (LID). In 1980 werden LID's op basis van The Municipalities Act als bestuursvorm afgeschaft, waarop de gemeente automatisch een town werd.
Vanaf eind de jaren 1980 begon de plaats jaar na jaar te groeien, waardoor het in de 21e eeuw de facto een buitenwijk van Corner Brook is geworden.

## Demografie

### Bevolkingsomvang
Het overgrote deel van de Newfoundlandse gemeenten (buiten de Metropoolregio St. John's) zijn de laatste decennia demografisch gezien sterk aan het krimpen. Massey Drive, dat deel uitmaakt van de Agglomeratie Corner Brook, is een grote uitzondering op deze regel. De gemeente bestaat bijna uitsluitend uit recentelijk aangelegde woonwijken en blijft jaar na jaar verder uitbreiden. 
Tussen 1986 en 2021 steeg de bevolkingsomvang van 415 naar 1.606. Dat komt neer op een stijging van 1.191 inwoners (+287%) in 35 jaar tijd.
| Demografische ontwikkeling van Massey Drive tussen 1971 en 2021            |
| -------------------------------------------------------------------------- |
|                                                                            |
| Bron: Statistics Canada (1951–1986, 1991–1996, 2001–2006, 2011–2016, 2021) |

### Taal, etniciteit en afkomst
In 2021 hadden vrijwel alle inwoners van Massey Drive het Engels als moedertaal en waren alle anderen die taal machtig. Hoewel niemand het Frans als moedertaal had, waren er 70 mensen die die andere Canadese landstaal konden spreken (4,4%). Slechts 25 inwoners van Massey Drive waren in 2021 een andere taal dan het Engels of Frans machtig.
De volkstelling van 2021 geeft aan dat 435 inwoners van Massey Drive een inheemse identiteit hebben (27%).  Zo goed als alle inwoners van de plaats zijn Canadezen, met uitzondering van slechts een 25-tal (voornamelijk Afrikaanse) immigranten.